# Stealing First Base
Stealing First Base titulado Robándose la primera base en Hispanoamérica y Picos robados en España, es el decimoquinto episodio de la vigesimoprimera temporada de la serie animada Los Simpson. El episodio se estrenó en Estados Unidos el 21 de marzo de 2010 y en Hispanoamérica el 8 de agosto de 2010 en FOX.
El episodio fue escrito por John Frink y dirigido por Steven Dean Moore. El episodio cuenta como estrellas invitadas a Mary Elizabeth Winstead como Alaska Nebraska, Sarah Silverman como Nikki y Angela Bassett que le da voz a Michelle Obama. En este episodio Bart mete en problemas legales a la escuela después de besar a la hija de un abogado. Por otro lado Lisa se deprime al ser excluida por su inteligencia.

## Sinopsis

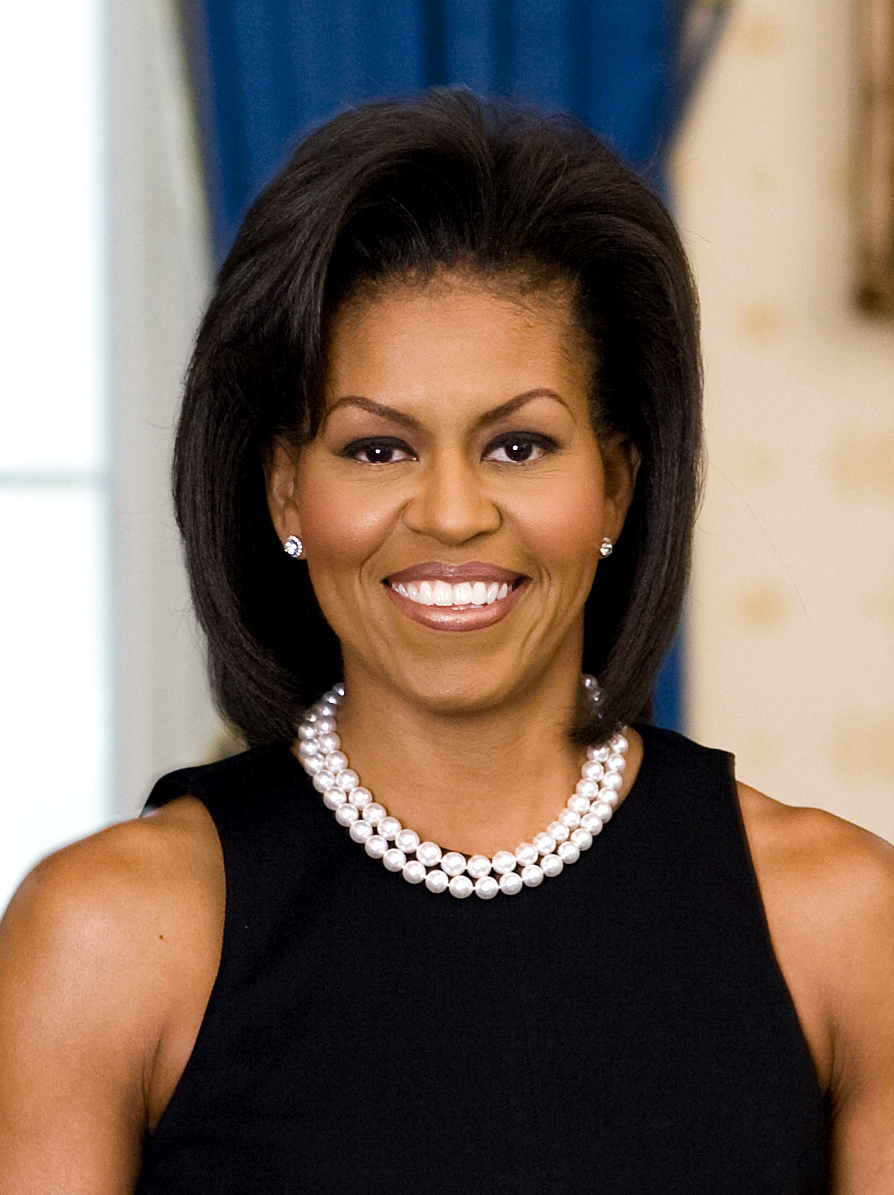
Michelle Obama aparece en este episodio.

La clase de cuarto grado de Bart se fusiona con la otra clase de cuarto grado, debido a que la maestra Edna Krabappel no se presenta y no llega un sustituto. La maestra de la otra clase es Miss Audrey McConnell (del episodio Bart vs. Lisa vs. The Third Grade). En el aula, Bart se ve obligado a sentarse junto a una nueva estudiante llamada Nikki McKiner. Al principio no les gusta, hasta que las habilidades artísticas de Nikki impresionan a Bart. Bart busca de asesoramiento para el romance con Homer, quien lo manda con el abuelo. El abuelo le conseja besar a Nikki. Cuando Bart besa a Nikki después de andar en patineta, ella retrocede de repugnancia. Los padres de Nikki, quiénes son abogados, amenazan con demandar a la escuela, así se declara una prohibición para tocarse en la escuela. Bart se confunde porque sus acciones son aparentemente inocentes, y su confusión se amplifica cuando Nikki se esconde en su casillero y lo besa de nuevo.
Mientras tanto, Lisa se hace más popular cuando recibe como calificación una F, cuando se revela que era su examen era de Ralph Wiggum (que usó el nombre de Lisa) y que realmente tiene una A + + + .  Ella escribe en su blog lo ocurrido, y le contesta una persona denominado Flotus1, quién resulta ser Michelle Obama; (First Lady Of The United States; primera dama de los Estados Unidos). Michelle llega a la Escuela Primaria de Springfield, en su VH-60N White Hawk (Sikorsky UH-60 Black Hawk) para dar una charla sobre la importancia de los estudiantes sobresalientes y recomienda el ser amable con Lisa.
Bart y Nikki miraron el discurso desde el techo de la escuela, Bart le confiesa que no entiende sus cambios de ánimo, por lo que discuten. Bart se cae del techo y después de un rato el no puede respirar, debido a las políticas de la escuela de no poder tocar no le pueden hacer un RCP. Por lo que Nikki desafía la política de no tocar y le da RCP a Bart. Cuando Bart despierta, Nikki cambio de ánimo una vez más y lo mantiene en una confusión total sobre el comportamiento femenino. Nikki le dice que no le importa lo que pasa entre ella y él, y  se va caminando por lo que Bart grita "¡Te amo!".